# Pterhemia ameriola
Pterhemia ameriola là một loài bướm đêm trong họ Erebidae.